# Māra

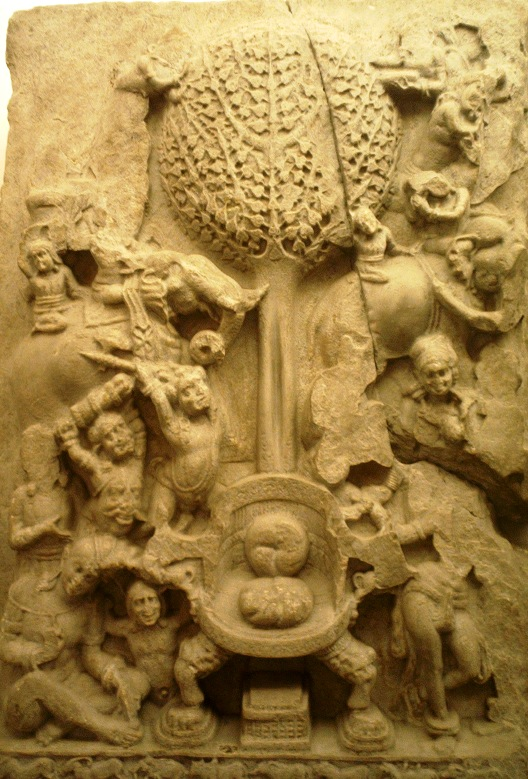
L'assalto di Māra sul Buddha (rappresentazione aniconica: il Buddha è simboleggiato soltanto dal suo trono), II secolo, Amaravati (India).

Nel buddismo, Māra, ovvero 'Morte' (dalla radice sanscrita mri, da cui deriva anche a-mrita, "immortale") è l'asura (trad."nemico dei Sura" cioè "nemico dei Deva") che cercò di distogliere Gautama Buddha dal raggiungimento del Risveglio.

## Conflitto con Gautama Buddha
Mara cercò prima di sedurre Siddharta tramite l'apparizione delle sue tre figlie, Tanha (lett."Bramosia"), Arati (lett."Noia") e Raga (lett."Passione"), poi cercò di spaventarlo con l'apparizione di dieci eserciti di esseri mostruosi (corrispondenti ai dieci tipi di ostacoli della vita spirituale):
1. Piacere sensuale;
2. Frustrazione;
3. Fame e sete;
4. Desiderio;
5. Pigrizia;
6. Terrore;
7. Dubbio;
8. Presunzione o ingratitudine;
9. Guadagno, ricompensa, onori, e fama ingiustamente ricevuti.
10. Esaltazione di sé stessi e denigrazione del prossimo.[2]

Mara è il tentatore, colui che distrae gli esseri dalla pratica rivolta alla Liberazione dal Saṃsāra, rendendo la vita mondana seducente o facendo sembrare il negativo come positivo. Esso rappresenta, più in generale, la Morte spirituale, tutto ciò che ostacola la via verso la Bodhi.

## Etimologia
L'antico termine mara, in sanscrito, deriverebbe dal verbo proto indo-europeo mer=morire, come in lingua lettone; Letteralmente il suo nome significa "Uccisore".

## Altre accezioni successive
Nel buddismo post-conciliare (successivo al Secondo Concilio di Pataliputra) vengono aggiunti altri tre sensi al nome "Mara":
- Klesa-mara, o Māra come la materializzazione di tutte le emozioni incapacitanti;
- Mrtyu-mara, o Māra come morte, nel senso dell'infinito cerchio di nascita e morte;
- Skandha-mara, o Māra come metafora per l'interezza dell'esistenza condizionata.

## Nel buddismo moderno
Il recente buddismo ha riconosciuto un'interpretazione sia letterale che psicologica di Māra. Māra è descritto sia come entità che ha un'esistenza letterale, proprio come le varie divinità del pantheon Vedico sono mostrate come esistenti attorno al Buddha, sia come forza psicologica primaria: una metafora per vari processi di dubbio e tentazione che ostruiscono la pratica religiosa.

## Nella cultura di massa
- Nel videogioco di ruolo del 2021 Shin Megami Tensei V, Māra (マーラ Maara?) appare come uno dei demoni del Da'at, l'apocalittico mondo ultraterreno dov'è ambientato il gioco.[3]

- Appare come uno dei combattenti nel manga Record of Ragnarock con il nome Hajun.